# Bauhinia dolichocalyx
Bauhinia dolichocalyx är en ärtväxtart som beskrevs av Elmer Drew Merrill. Bauhinia dolichocalyx ingår i släktet Bauhinia och familjen ärtväxter. Inga underarter finns listade i Catalogue of Life.